# Bánfalvy Béla
Bánfalvy Béla; Follander Béla Miklós (Balassagyarmat, 1854. december 3. – Budapest, 1903. március 3.) magyar színész, színigazgató.

## Életútja
Follander János és Nahmer Katalin fiaként született. 1874. szeptember havában Sztupa Andor társulatánál lépett színpadra. 1881-ben lett színigazgató és 1889. szeptember 20-ig működött, majd elszerződött színésznek. Prózában és operettben is játszott. 1896. év virágvasárnapján Makróczy Jánossal és Zendy Mihállyal társult konzorcionális alapon. Nemsokára nyugalomba vonult. Halálát szívhűdés okozta.

## Magánélete
Neje: Czili Orsolya, színésznő, született 1855. április 2-án, Nagykárolyban. Színésznő lett 1871-ben, Láng Boldizsárnál. Bánfalvy Bélával 1903. február 10-én Budapesten, a Józsefvárosban kötött házasságot.

## Fontosabb szerepei
- Riccardson (Planquette: Rip van Winkle)
- Bompan (Hervé: Lili)
- Lelkész (Mosenthal: Deborah)
- Kurta (Szigligeti E.: Cigány)

## Működési adatai
1874: Sztupa Andor; 1876: Aradi Gerő; 1877: Balogh György, Polgár Gyula, Némethyné; 1878–79: Hubay Gusztáv, P. Nagy Mihály; 1884: Völgyi György; 1889: Saághy Zsigmond; 1889–91: Bokodyné; 1891: Egri János; 1892: Mezei János; 1893–94: Bokody Antal; 1894: Szalkay Lajos; 1895: Bokody Antal; 1896: Körösy Bertalan; 1897: Veszpréminé, Fekete Béla; 1898: Fekete Miksa, Fekete Béla; 1899: Óbudai Kisfaludy Színház; 1900: Monori Sándor.
Igazgatóként: 1881: Békéscsaba; 1882: Kalocsa; 1883: Nagykanizsa; 1884: Trencsén; 1885: Kiskunfélegyháza; 1886: Rózsahegy; 1887: Nagyszombat; 1896: Kolozsvár.